# Ловелиус, Николай Владимирович
Николай Владимирович Ловелиус (9 декабря 1935 года, Староконстантинов УССР) — учёный, профессор, доктор биологических наук, кандидат географических наук, спортивный судья международной категории, почётный доктор наук Государственной академии физической культуры имени П. Ф. Лесгафта, почётный профессор Днепропетровского государственного университета, действительный член академии «Северный Форум», автор более 300 публикаций, а также ряда монографий и различных книг как на русском, так и на английском языках; академик, I вице-президент и председатель мандатной комиссии Петровской академии наук и искусств; является одним из авторов Лесохозяйственной энциклопедии; в 1975 — признан в США «Человеком года»; 1981 — лучший спортивный арбитр Кубка мира в Канаде; вице-президент спортивной Федерации бокса Санкт-Петербурга; лауреат премии митрополита Ленинградского и Ладожского Иоанна — за публикацию книг о выдающихся русских ученых.

## Биография
Родился 9 декабря 1935 года в городе Староконстантинов, в Хмельницкой области Украины.
Мать — Юлия Лазаревна Ловелиус (в девичестве Кутеко) 1903 г.р. умерла в 1998 г. в гор. Владивосток.
Отец — Владимир Карлович Ловелиус 1909 г.р. офицер ОГПУ, умер в 1937 г. от туберкулеза. Сестры — Аксенова (Зайцева) Эльвира Леонтьевна 1938—2016 г., Аксенова Раиса Леонтьевна — 1940 г.
Довоенные и годы ВОВ прошли на территории Украины. После освобождения оккупированной территории семья переехала к деду — Кутеко Лазарю Авдеевичу во Владивосток.Затем был Дмитриевский детский дом в Приморье, его сотрудники: Г. М. Тур-воспитательница, П. И. Калугин-директор.
— 1950 г. Владивостокское специальное ремесленное училище № 3 для воспитанников детских домов (слесарь по ремонту и монтажу судового оборудования); Директор училища- Хмельницкий;
— начало трудовой деятельности в качестве слесаря по ремонту и монтажу судового оборудования на военном судоремонтном заводе № 178;
— 1954 — переезд в связи с поступлением в Ленинградский техникум физкультуры ЦС ДСО «Трудовые резервы».
Образовательная и научная деятельность:
1957—1962 гг. заочное обучение на спортивном факультете Ленинградского педагогического института им. А. И. Герцена;
1963 г. — начало экспедиций; палеогеографическая экспедиция на Восточный Саян и Кодар;
1965 г. — окончание заочного обучения на географическом факультете Ленинградского педагогического института им. А. И. Герцена;
1966 г. — поступление в аспирантуру педагогического университета им. А. И. Герцена;
1967 — первая экспедиция на Таймыр;
1970—2001 г. (ежегодно) — полярная комплексная экспедиция Ботанического института АН СССР. Участие более чем в 50 экспедиций по Таймыру, Кольскому полуострову, Сахалину, Восточному Саяну, Кодарскому горноледниковому району, Курильским островам, Камчатке, Сихоте-Алиню и др.
Возглавлял экспедицию в Болгарию.
1970 год — при защите диссертации на присуждение учёной степени кандидата географических наук предложил метод и термин — «дендроиндикация», ставший впоследствии международным.
1988—2012 — главный научный сотрудник государственного природного биосферного заповедника «Таймырский».
Научный подвиг — собрал дендроиндикационную информацию с верхней границы леса большинства горных районов Советского Союза, а также всей северной границы леса от Кольского полуострова до Чукотки и горных районов от Карпат до Камчатки.
Работал в Монголии, Финляндии, Швеции, США, Словении, Польше, Греции, Южной Корее, Чехословакии.
Спортивная и судейская деятельность:
1950 — начало занятий боксом при содействии детского тренера Приморского краевого Совета ДСО «Трудовые резервы» -Михаила Берковича, тренера и судья Георгия Зыбалова, тренера и наставника Ростислава Костылёва.
1954—1957 гг. Ленинградский техникум физкультуры ЦС ДСО «Трудовые резервы», окончил с отличаем.
Главный судья 3-х первенств СССР, 3-х кубков СССР, игр доброй воли 1994 г.
Участник судейства первенства Европы в Ирландии 1978 г., первенства Мира 1979 г., Олимпийских игр в Москве 1980 г., кубка Мира в 1981 г. в Канаде, многократно оценивал спортивную подготовку участников спартакиад народов СССР.
Более 20 лет в элитном составе судей СССР.
Спортивный судья встреч национальных сборных команд СССР-США в 83,85, 87-м годах в США и в 84, 86 и 88-м годах в СССР.
Олимпийский арбитр, рефери XXII летних Олимпийских игр (1980 Москва), один из двух лучших судей турнира по боксу Олимпиады-80.
Судейская практика в Монголии, Болгарии, Японии, США, практически во всех бывших союзных республиках СССР, Ирландии, Франции, Италии, Кубе, Алжире, северной Корее, Германии, Бельгии.
12 лет возглавлял судейскую коллегию в СССР.
Область интересов: проблемы биогеографии, экологии, климатологии, крайнего севера, а также классического бокса. Дендроиндикация природных процессов и антропогенных воздействий.
Организации реализации интересов: Государственный педагогический университет им. А. И. Герцена, Научно-образовательный экспертно-аналитический центр исследования древесных растений Московского Государственного Университета Леса, Петровская академия наук и искусств, спортивная Федерация бокса СПб, государственный природной биосферный заповедник «Таймырский», международный Арктический центр, академия «Северный форум», Государственная академия физической культуры им. П. Ф. Лесгафта, Днепропетровский государственный университет, Главная геофизическая обсерватория им. А. И. Воейкова.
3-я Супруга — Валентина Николаевна Ухачева.
Сыновья — Владимир и Александр.